# Список номинантов на Нобелевскую премию по литературе (Х — Я)
Нобелевская премия по литературе (швед. Nobelpriset i litteratur, англ. Nobel Prize in Literature) — престижная награда, ежегодно вручаемая Нобелевским фондом за достижения в области литературы с 1901 года. Одна из пяти Нобелевских премий, учреждённых Альфредом Нобелем в его завещании.
За выбор лауреатов Нобелевской премии по литературе отвечает Шведская Академия, которая состоит из 18 мест, пожизненно занимаемых известными шведскими писателями, учёными, общественными деятелями. В её составе действует Нобелевский комитет по литературе. Он представляет собой рабочую группу, включающую от четырёх до пяти человек, которая оценивает номинации и представляет свои рекомендации Академии.

## Процедура номинирования и отбора

### Номинирование
Ежегодно в сентябре Нобелевский комитет по литературе направляет письма-приглашения и номинационные формы 600-700 лицам и организациям, которые имеют право выдвигать номинантов на соискание премии. Согласно уставу Нобелевского фонда, предлагать кандидатуры для награждения могут следующие лица:
- члены Шведской академии, а также других академий, институтов и обществ с аналогичными целями и структурой;
- профессора литературы и лингвистики различных университетов и университетских колледжей;
- лауреаты Нобелевской премии по литературе;
- председатели авторских сообществ (союзов писателей), представляющих литературное творчество в своих странах.

Те, кто не получил приглашения, но соответствуют требованиям к номинаторам, также могут представить свои предложения по кандидатурам. Номинирование самих себя строго запрещено.
Заполненные формы должны быть получены Нобелевским комитетом не позднее 31 января следующего года. Члены комитета проверяют номинации и представляют список на утверждение Шведской Академии.

### Отбор
Оценку заявок и отбор кандидатов производит Нобелевский комитет по литературе. Из их числа Шведская Академия выбирает лауреатов.
В апреле после тщательного изучения номинаций комитет отбирает 15-20 имён для рассмотрения Академией в качестве предварительных кандидатов. В мае комитет сокращает этот список до пяти приоритетных номинантов. Летом члены Академии читают и оценивают произведения финалистов, а в сентябре обсуждают ценность их вклада в литературу. В это же время Нобелевский комитет занимается подготовкой отчётов по каждому из кандидатов.
В начале октября Шведская Академия выбирает лауреата Нобелевской премии по литературе. Победитель должен получить больше половины голосов академиков. После этого объявляется имя нобелевского лауреата.
Церемония вручения Нобелевских премий проходит 10 декабря в Стокгольме. Лауреаты получают свои награды, включающие в себя Нобелевскую медаль, диплом и денежное вознаграждение.

## Запрет на разглашение
При вручении награды известны только имена лауреатов. Имена номинантов публично не объявляются, и претендентам о факте выдвижения не сообщается. Эта информация является секретной. Устав Нобелевского Фонда запрещает публично или в частном порядке разглашать любые сведения о номинациях и мнениях, высказанных членами Нобелевского комитета, в течение 50 лет.
На сегодняшний день на официальном сайте премии доступны сведения о номинантах с 1901 по 1971 годы. Также представлена информация из архивов Шведской Академии за 1962—1966 годы, включающая в себя шорт-листы кандидатов и выдержки из отчётов Нобелевского комитета.

## Список номинантов по алфавиту
| А | Б | В | Г | Д | Ж | З | И | Й | К | Л | М | Н | О | П | Р | С | Т | У | Ф | Х | Ц | Ч | Ш | Э |

### Х
| Год  | Номинатор                                                               | Код номинации |
| ---- | ----------------------------------------------------------------------- | ------------- |
| 1916 | Андреас Хойслер (1865—1940) Германия Берлинский университет             | 12-0          |
| 1916 | Оскар Вальцель (1864—1944) Германия Дрезденский технический университет | 12-1          |
| 1916 | Конрад Борхлинг (1872—1946) Германия Гамбургский университет            | 12-2          |
| 1916 | Йозеф Коллин (1864—1942) Германия Гисенский университет                 | 12-3          |
| 1916 | Карл Хельм (1871—1960) Германия Гисенский университет                   | 12-4          |
| 1919 | Натан Сёдерблум (1866—1931) Швеция Шведская академия 1930               | 8-0           |

| Год  | Номинатор                                                                | Код номинации |
| ---- | ------------------------------------------------------------------------ | ------------- |
| 1910 | 6 членов Общества авторов Великобритания                                 | 19-0          |
| 1911 | 2 члена Общества авторов Великобритания                                  | 21-0          |
| 1912 | 70 членов Королевского литературного общества Великобритания             | 14-0          |
| 1913 | 97 членов Королевского литературного общества Великобритания             | 16-0          |
| 1914 | Члены Королевского литературного общества Великобритания                 | 16-0          |
| 1920 | Г. У. Дальстен Великобритания                                            | 10-0          |
| 1920 | Артур Квиллер-Кауч (1863—1944) Великобритания Кембриджский университет   | 10-1          |
| 1920 | Джон Бейли (1864—1931) Великобритания Оксфордский университет            | 10-2          |
| 1920 | Факультет искусств и словесности Даремского университета Великобритания  | 10-3          |
| 1920 | Английская ассоциация Великобритания                                     | 10-4          |
| 1920 | Эдит Морли (1875—1964) Великобритания Лондонский университет             | 10-5          |
| 1920 | Лоренс Биньон (1869—1943) Великобритания Общество авторов                | 10-6          |
| 1920 | Андерс Эстерлинг (1884—1981) Швеция Шведская академия                    | 10-7          |
| 1920 | Эдмунд Госс (1849—1928) Великобритания Королевское литературное общество | 10-8          |
| 1922 | Роберт Закриссон (1880—1937) Швеция Уппсальский университет              | 10-0          |
| 1922 | Эйлерт Экваль (1877—1964) Швеция Лундский университет                    | 10-1          |
| 1922 | Карл Сунден (1868—1945) Швеция Гётеборгский университет                  | 10-2          |
| 1923 | Роберт Закриссон (1880—1937) Швеция Уппсальский университет              | 4-0           |
| 1923 | Ромен Роллан (1866—1944) Франция 1915                                    | 4-1           |
| 1923 | Уно Линделёф (1868—1944) Финляндия Хельсинкский университет              | 4-2           |
| 1924 | Роберт Закриссон (1880—1937) Швеция Уппсальский университет              | 17-0          |
| 1925 | Роберт Закриссон (1880—1937) Швеция Уппсальский университет              | 9-0           |
| 1926 | Роберт Закриссон (1880—1937) Швеция Уппсальский университет              | 4-0           |
| 1927 | Роберт Закриссон (1880—1937) Швеция Уппсальский университет              | 6-0           |
| 1927 | Оге Брусендорф (1887—1932) Дания Копенгагенский университет              | 6-1           |

| Год  | Номинатор                                                                                 | Код номинации |
| ---- | ----------------------------------------------------------------------------------------- | ------------- |
| 1908 | Лютер Райт (1856—1922) США Департамент образования штата Мичиган                          | 6-0           |
| 1908 | За книгу «Предел богатства» (1907) Оригинальный текст (англ.)«The Limit of Wealth» (1907) |               |

| Год  | Номинатор                                                                     | Код номинации |
| ---- | ----------------------------------------------------------------------------- | ------------- |
| 1906 | Эмиль Милан (1859—1917) Германия Берлинский университет                       | 17-0          |
| 1906 | За поэму «Изгнанники» (1890) Оригинальный текст (нем.)«Die Verbannten» (1890) |               |

| Год  | Номинатор                                                             | Код номинации |
| ---- | --------------------------------------------------------------------- | ------------- |
| 1916 | Йенс Тиис (1870—1942) Норвегия Норвежская академия наук и словесности | 19-0          |

| Год  | Номинатор                                                                                             | Код номинации |
| ---- | --- | ------------- |
| 1909 | Карл Карлсон Бонде (1850—1913) Швеция Шведская королевская академия словесности, истории и древностей | 21-0          |
| 1911 | Фредрик Вульф (1845—1930) Швеция Лундский университет                                                 | 23-0          |
| 1912 | Фредрик Вульф (1845—1930) Швеция Лундский университет                                                 | 27-0          |
| 1913 | Фредрик Вульф (1845—1930) Швеция Лундский университет                                                 | 12-0          |
| 1915 | Фредрик Вульф (1845—1930) Швеция Лундский университет                                                 | 9-0           |
| 1916 | Герхарт Гауптман (1862—1946) Германия 1912                                                            | 13-1          |
| 1916 | Герхард Гран (1856—1925) Норвегия Королевский университет Фредерика                                   | 13-2          |
| 1916 | Бенгт Хессельман (1875—1952) Швеция Гётеборгский университет                                          | 13-3          |
| 1916 | Йенс Тиис (1870—1942) Норвегия Норвежская академия наук и словесности                                 | 13-4          |
| 1916 | Фредрик Вульф (1845—1930) Швеция Лундский университет                                                 | 13-5          |
| 1916 | Рубен Густафсон Берг (1876—1948) Швеция Стокгольмский университет                                     | 13-6          |

| Год  | Номинатор                                                              | Код номинации |
| ---- | ---------------------------------------------------------------------- | ------------- |
| 1910 | Большое количество профессоров и других номинаторов Германия / Австрия | 24-0          |

| Год  | Номинатор | Код номинации |
| ---- | --- | ------------- |
| 1925 | Члены Венгерской академии наук Венгрия | 13-0          |
| 1925 | За пьесу «Врата жизни» (1920) Оригинальный текст (венг.)"Az élet kapuja Оригинальный текст (нем.)(Das Tor des Lebens)" Оригинальный текст (англ.)('The Gate of Life') |               |
| 1926 | Члены Венгерской академии наук Венгрия | 28-0          |
| 1926 | За пьесу «Врата жизни» (1920) Оригинальный текст (венг.)"Az élet kapuja" Оригинальный текст (нем.)(Das Tor des Lebens)                                                |               |
| 1927 | Члены Венгерской академии наук Венгрия | 3-0           |
| 1927 | За пьесу «Врата жизни» (1920) Оригинальный текст (венг.)"Az élet kapuja" Оригинальный текст (нем.)(Das Tor des Lebens)                                                |               |

| Год  | Номинатор                                                                    | Код номинации |
| ---- | ---------------------------------------------------------------------------- | ------------- |
| 1919 | 40 немецких писателей Германия                                               | 3-0           |
| 1921 | 49 членов Нобелевского комитета Общества авторов Германия                    | 1-0           |
| 1922 | 39 профессоров Германия / Австрия / Швейцария / Чехословакия                 | 9-0           |
| 1922 | За поэму «Фантазус» (1898-99) Оригинальный текст (нем.)«Phantasus» (1898-99) |               |
| 1923 | Эйген Вольфф (1863—1929) Германия Кильский университет                       | 6-0           |
| 1924 | Эйген Вольфф (1863—1929) Германия Кильский университет                       | 3-0           |
| 1927 | 8 членов Прусской академии искусств Германия                                 | 5-0           |
| 1928 | Герман Бар (1863—1934) Германия Прусская академия искусств                   | 17-0          |
| 1928 | Большое количество немецких профессоров Германия                             | 17-1          |
| 1929 | 412 профессоров и преподавателей Германия / Австрия / Швейцария              | 14-0          |

| Год  | Номинатор | Код номинации |
| ---- | --- | ------------- |
| 1925 | Ромен Роллан (1866—1944) Франция 1915                                                                                   | 2-0           |
| 1925 | За книгу «Пан-Идеал» (1923) Оригинальный текст (нем.)«Panideal. Das Seelenleben und seine soziale Neugestaltung» (1923) |               |
| 1926 | Артур Веезе (1868—1934) Швейцария Бернский университет                                                                  | 21-0          |
| 1927 | Ромен Роллан (1866—1944) Франция 1915                                                                                   | 13-0          |
| 1927 | Несколько профессоров                                                                                                   | 13-0          |
| 1928 | Ромен Роллан (1866—1944) Франция 1915                                                                                   | 14-0          |
| 1928 | 3 члена секции поэзии Прусской академии искусств Германия                                                               | 14-1          |
| 1929 | 3 члена секции поэзии Прусской академии искусств Германия                                                               | 11-0          |

| Год  | Номинатор                                                             | Код номинации |
| ---- | --------------------------------------------------------------------- | ------------- |
| 1919 | Кристен Коллин (1857—1926) Норвегия Королевский университет Фредерика | 11-0          |
| 1920 | Кристен Коллин (1857—1926) Норвегия Королевский университет Фредерика | 12-0          |

| Год  | Номинатор                                               | Код номинации |
| ---- | ------------------------------------------------------- | ------------- |
| 1910 | Брандер Мэтьюз (1852—1929) США Колумбийский университет | 16-0          |

### Ц
| Портрет | Номинант, страна | Род деятельности, основные произведения               | Количество номинаций | Источник информации |
| ------- | --- | ----------------------------------------------------- | --- | ------------------- |
|         | Теодор Цан (1838—1933) Германия | Богослов, автор работ по истории новозаветного канона | Список (3) \| Год \| Номинатор \| Код номинации \| \| ---- \| -------------------------------------------------------------------------------------------------------------------------------------------------------------------------------------------------------------------------------------------------------------------------------------------------------------------------------------------------- \| ------------- \| \| 1902 \| Ларс Дале (1843—1925) Норвегия Норвежская академия наук \| 2-0 \| \| 1902 \| За книгу «Введение в Новый Завет» (1897-99) Оригинальный текст (нем.)«Eintleitung in das Neue Testament» (1897-99) \| \| \| 1904 \| Ларс Дале (1843—1925) Норвегия Норвежское королевское общество наук и литературы[норв.] \| 11-0 \| \| 1904 \| За книги «История новозаветного канона» (1889-92), «Исследования по истории новозаветного канона» (1881-93), «Введение в Новый Завет» (1897-99) Оригинальный текст (нем.)«Geschichte des neutestamentlichen Kanons» (1889-92), «Forschungen zur Geschichte des neutestamentlichen Kanons» (1881-93), «Eintleitung in das Neue Testament» (1897-99) \| \| \| 1908 \| Ларс Дале (1843—1925) Норвегия Норвежская академия наук \| 3-0 \| | [ 32 ]              |
| Год     | Номинатор | Код номинации                                         | |                     |
| 1902    | Ларс Дале (1843—1925) Норвегия Норвежская академия наук | 2-0                                                   | |                     |
| 1902    | За книгу «Введение в Новый Завет» (1897-99) Оригинальный текст (нем.)«Eintleitung in das Neue Testament» (1897-99) |                                                       | |                     |
| 1904    | Ларс Дале (1843—1925) Норвегия Норвежское королевское общество наук и литературы | 11-0                                                  | |                     |
| 1904    | За книги «История новозаветного канона» (1889-92), «Исследования по истории новозаветного канона» (1881-93), «Введение в Новый Завет» (1897-99) Оригинальный текст (нем.)«Geschichte des neutestamentlichen Kanons» (1889-92), «Forschungen zur Geschichte des neutestamentlichen Kanons» (1881-93), «Eintleitung in das Neue Testament» (1897-99) |                                                       | |                     |
| 1908    | Ларс Дале (1843—1925) Норвегия Норвежская академия наук | 3-0                                                   | |                     |

### Ч
| Год  | Номинатор                                                                              | Код номинации |
| ---- | -------------------------------------------------------------------------------------- | ------------- |
| 1904 | Франсуа Ломм (1846—19..) Франция Институт Франции                                      | 17-0          |
| 1904 | За сборник стихов «Стремления» (1904) Оригинальный текст (фр.)«Les Aspirations» (1904) |               |
| 1910 | Амеде-Эдмон Госселин (1863—1941) Канада Университет Лаваля                             | 7-0           |
| 1912 | Эдриен-Брюно Рой Канада Оттавский университет                                          | 7-0           |
| 1917 | Ректоры Оттавского и Монреальского университетов Канада                                | 4-0           |

| Год  | Номинатор | Код номинации |
| ---- | --- | ------------- |
| 1902 | Вольфганг Гольтер (1863—1945) Германия Ростокский университет | 9-0           |
| 1902 | За книги «Рихард Вагнер» (1895), «Основания XIX столетия» (1899), «Явление Христа» (1901) Оригинальный текст (нем.)«Richard Wagner» (1895), «Die Grundlagen des neunzehnten Jahrhunderts» (1899), «Worte Christi» (1901) |               |
| 1906 | Леопольд фон Шрёдер (1851—1920) Австрия Императорская академия наук | 18-0          |
| 1906 | За книгу «Иммануил Кант» (1905) Оригинальный текст (нем.)«Immanuel Kant» (1905) |               |

### Ш
| Год  | Номинатор                                                                 | Код номинации |
| ---- | ------------------------------------------------------------------------- | ------------- |
| 1925 | Ахилл Лориа (1857—1943) Италия Национальная академия деи Линчеи, Рим      | 15-0          |
| 1925 | За книгу «Наука Востока» Оригинальный текст (итал.)«La scienza orientale» |               |

| Год  | Номинатор                                                     | Код номинации |
| ---- | ------------------------------------------------------------- | ------------- |
| 1911 | Эмиль Рейх (1864—1940) Австрия Венский университет            | 16-0          |
| 1912 | Карл Варбург (1852—1918) Швеция Стокгольмский университет     | 21-0          |
| 1933 | 23 члена Австрийской академии наук Австрия                    | 21-0          |
| 1938 | Каарле Лаурила (1876—1947) Финляндия Хельсинкский университет | 1-0           |

| Год  | Номинатор                                                                                             | Код номинации |
| ---- | --- | ------------- |
| 1911 | Гилберт Мюррей (1866—1957) Великобритания Королевское литературное общество                           | 15-0          |
| 1912 | Кристиан Бирх-Рейхенвальд Аарс (1868—1917) Норвегия Норвежское королевское общество наук и литературы | 4-0           |
| 1921 | Генрик Шюк (1855—1947) Швеция Шведская академия                                                       | 17-0          |
| 1924 | Тур Гедберг (1862—1931) Швеция Шведская академия                                                      | 12-0          |
| 1925 | Тур Гедберг (1862—1931) Швеция Шведская академия                                                      | 21-0          |
| 1926 | Тур Гедберг (1862—1931) Швеция Шведская академия                                                      | 3-0           |
| 1926 | Натан Сёдерблум (1866—1931) Швеция Шведская академия 1930                                             | 3-1           |

| Год  | Номинатор                                                        | Код номинации |
| ---- | ---------------------------------------------------------------- | ------------- |
| 1912 | Профессора Цюрихского и Бернского университетов Швейцария        | 22-0          |
| 1912 | Вильгельм Эксли (1851—1919) Швейцария Цюрихский университет      | 30-0          |
| 1913 | 49 членов Нобелевского комитета Общества авторов Великобритания  | 2-0           |
| 1913 | Вильгельм Эксли (1851—1919) Швейцария Цюрихский университет      | 20-0          |
| 1914 | 49 членов Нобелевского комитета Общества авторов Великобритания  | 2-0           |
| 1914 | Вильгельм Эксли (1851—1919) Швейцария Цюрихский университет      | 3-0           |
| 1915 | Йонас Френкель (1879—1965) Швейцария Бернский университет        | 1-0           |
| 1916 | Вильгельм Эксли (1851—1919) Швейцария Цюрихский университет      | 1-0           |
| 1916 | Карл Альфред Мелин (1849—1919) Швеция Шведская академия          | 24-1          |
| 1916 | Эрик Аксель Карлфельдт (1864—1931) Швеция Шведская академия 1931 | 24-2          |
| 1917 | Вильгельм Эксли (1851—1919) Швейцария Цюрихский университет      | 5-0           |
| 1917 | Вернер фон Хейденстам (1859—1940) Швеция Шведская академия 1916  | 6-0           |
| 1918 | Вильгельм Эксли (1851—1919) Швейцария Цюрихский университет      | 1-0           |
| 1918 | Карл Альфред Мелин (1849—1919) Швеция Шведская академия          | 13-0          |
| 1918 | Йонас Френкель (1879—1965) Швейцария Бернский университет        | 13-1          |
| 1919 | Вернер фон Хейденстам (1859—1940) Швеция Шведская академия 1916  | 5-0           |
| 1920 | Вильгельм Эксли (1851—1919) Швейцария Цюрихский университет      | 1-0           |
| 1920 | Эрик Аксель Карлфельдт (1864—1931) Швеция Шведская академия 1931 | 15-0          |

| Год  | Номинатор                                                                    | Код номинации |
| ---- | ---------------------------------------------------------------------------- | ------------- |
| 1916 | Раббе Вреде (1851—1938) Финляндия Хельсинкский университет                   | 16-0          |
| 1929 | Ульрик Моцфельдт (1871—1942) Норвегия Норвежская академия наук и словесности | 19-0          |

### Э
| Год  | Номинатор                                           | Код номинации |
| ---- | --------------------------------------------------- | ------------- |
| 1920 | Дана Манро (1866—1933) США Принстонский университет | 4-0           |

| Год  | Номинатор                                          | Код номинации |
| ---- | -------------------------------------------------- | ------------- |
| 1910 | Эмиль Рейх (1864—1940) Австрия Венский университет | 15-0          |
| 1911 | Эмиль Рейх (1864—1940) Австрия Венский университет | 16-0          |

| Год  | Номинатор                                             | Код номинации |
| ---- | ----------------------------------------------------- | ------------- |
| 1908 | Виталис Норстрём (1856—1916) Швеция Шведская академия | 10-0          |

| Год  | Номинатор                                           | Код номинации |
| ---- | --------------------------------------------------- | ------------- |
| 1917 | Пер Галльстрём (1866—1960) Швеция Шведская академия | 12-0          |

| Год  | Номинатор                                                                   | Код номинации |
| ---- | --------------------------------------------------------------------------- | ------------- |
| 1922 | Пауль Наторп (1854—1924) Германия Марбургский университет                   | 1-0           |
| 1923 | Эмиль Эрматингер (1873—1953) Швейцария Цюрихский университет                | 5-0           |
| 1923 | Роберт Фези (1883—1972) Швейцария Цюрихский университет                     | 5-1           |
| 1923 | Альберт Сергель (1880—1958) Германия Государственная техническая академия   | 5-2           |
| 1923 | Ханс Файхингер (1852—1933) Германия Галле-Виттенбергский университет        | 5-2           |
| 1923 | Эдуард Шварц (1858—1940) Германия Мюнхенский университет                    | 5-2           |
| 1923 | Георг Дехио (1850—1932) Германия Страсбургский университет                  | 5-2           |
| 1923 | Август Фрикенхаус (1882—1925) Германия Кильский университет                 | 5-2           |
| 1923 | Ульрих фон Виламовиц-Мёллендорф (1848—1931) Германия Берлинский университет | 5-2           |
| 1923 | Петер Беренс (1868—1940) Германия Венская академия художеств                | 5-2           |
| 1923 | Хенрик Понтоппидан (1857—1943) Дания Копенгагенский университет 1917        | 5-2           |
| 1924 | Ряд немецких профессоров Германия                                           | 2-0           |
| 1925 | Эмиль Эрматингер (1873—1953) Швейцария Цюрихский университет                | 3-0           |
| 1926 | Ференц Ковач (1873—1956) Венгрия Венгерская академия наук                   | 20-0          |
| 1926 | Георг Дехио (1850—1932) Германия Страсбургский университет                  | 20-1          |
| 1927 | Немецкие профессора Германия                                                | 12-0          |
| 1928 | Эмиль Эрматингер (1873—1953) Швейцария Цюрихский университет                | 12-0          |
| 1928 | Эдмунд Штенгель (1879—1968) Германия Марбургский университет                | 12-1          |
| 1928 | Роберт Фези (1883—1972) Швейцария Цюрихский университет                     | 12-2          |
| 1929 | 13 профессоров Германия / Австрия / Швейцария                               | 7-0           |
| 1930 | Густав Неккель (1878—1940) Германия Берлинский университет                  | 6-0           |
| 1930 | Эдмунд Штенгель (1879—1968) Германия Марбургский университет                | 6-1           |
| 1930 | Роберт Фези (1883—1972) Швейцария Цюрихский университет                     | 6-2           |
| 1931 | 6 профессоров Швейцария Цюрихский университет                               | 8-0           |
| 1931 | 14 профессоров Германия / Чехословакия / Швейцария                          | 8-0           |
| 1932 | Фредрик Бёк (1883—1961) Швеция Шведская академия                            | 6-0           |
| 1933 | Фредрик Бёк (1883—1961) Швеция Шведская академия                            | 26-0          |

| Год  | Номинатор | Код номинации |
| ---- | --- | ------------- |
| 1901 | Юхан Фростерус (1826—1901) Финляндия Финское общество наук и литературы | 13-0          |
| 1901 | За книгу «Свидетельства развития новых народов в Средние века: поздний период» (1900) Оригинальный текст (швед.)«Vitterhetens utveckling hos de nyare folken i medeltiden: förra perioden» (1900) |               |

| Год  | Номинатор | Код номинации |
| ---- | --- | ------------- |
| 1902 | 12 членов Испанской королевской академии Испания | 33-0          |
| 1902 | За 62 драматических сочинения Оригинальный текст (англ.)62 dramatical works |               |
| 1903 | Даниэль де Кортасар (1844—1927) Испания Испанская королевская академия | 14-0          |
| 1903 | За 62 драматических сочинения, в том числе пьесу «Дурная наследственность», опубликованную 20 ноября 1902 года Оригинальный текст (англ.)62 dramatical works, and «Malas herencias», drama published November 20, 1902 |               |
| 1904 | Даниэль де Кортасар (1844—1927) Испания Испанская королевская академия | 20-0          |

| Год  | Номинатор | Код номинации |
| ---- | --- | ------------- |
| 1901 | Юхан Фростерус (1826—1901) Финляндия Финское общество наук и литературы | 13-0          |
| 1901 | За книгу «Свидетельства развития новых народов в Средние века: поздний период» (1900) Оригинальный текст (швед.)«Vitterhetens utveckling hos de nyare folken i medeltiden: förra perioden» (1900) |               |